# Diocesi di Schwerin

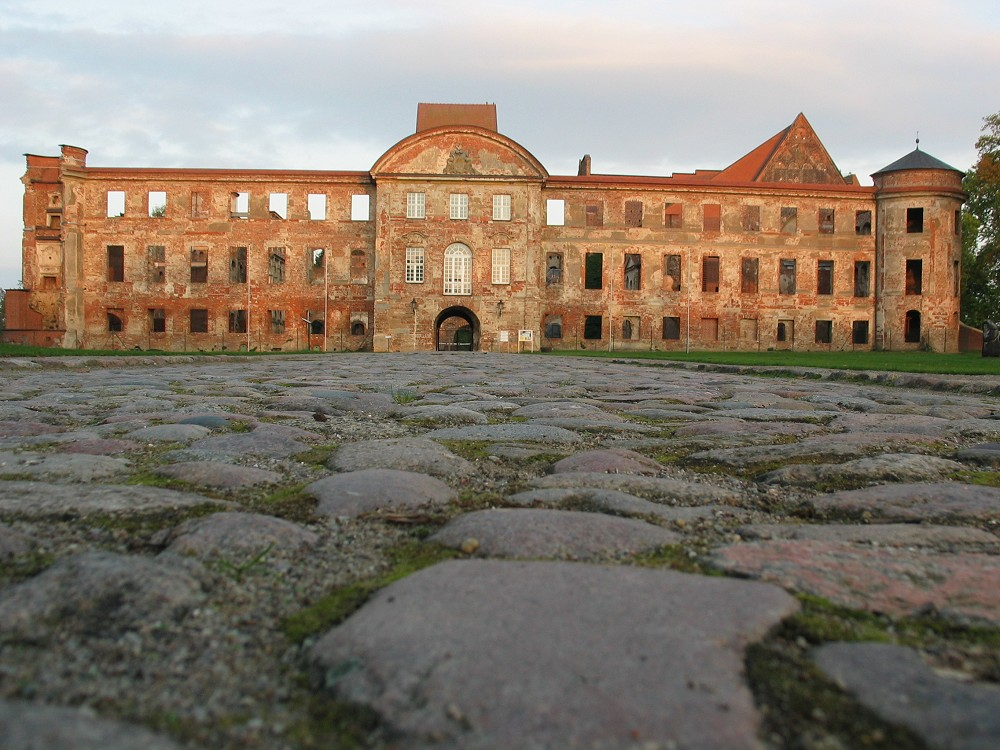
Resti del monastero cistercense di Dargun, fondato nel 1172, trasformato in residenza civile quando il monastero fu soppresso nel XVI secolo, distrutto durante la seconda guerra mondiale.

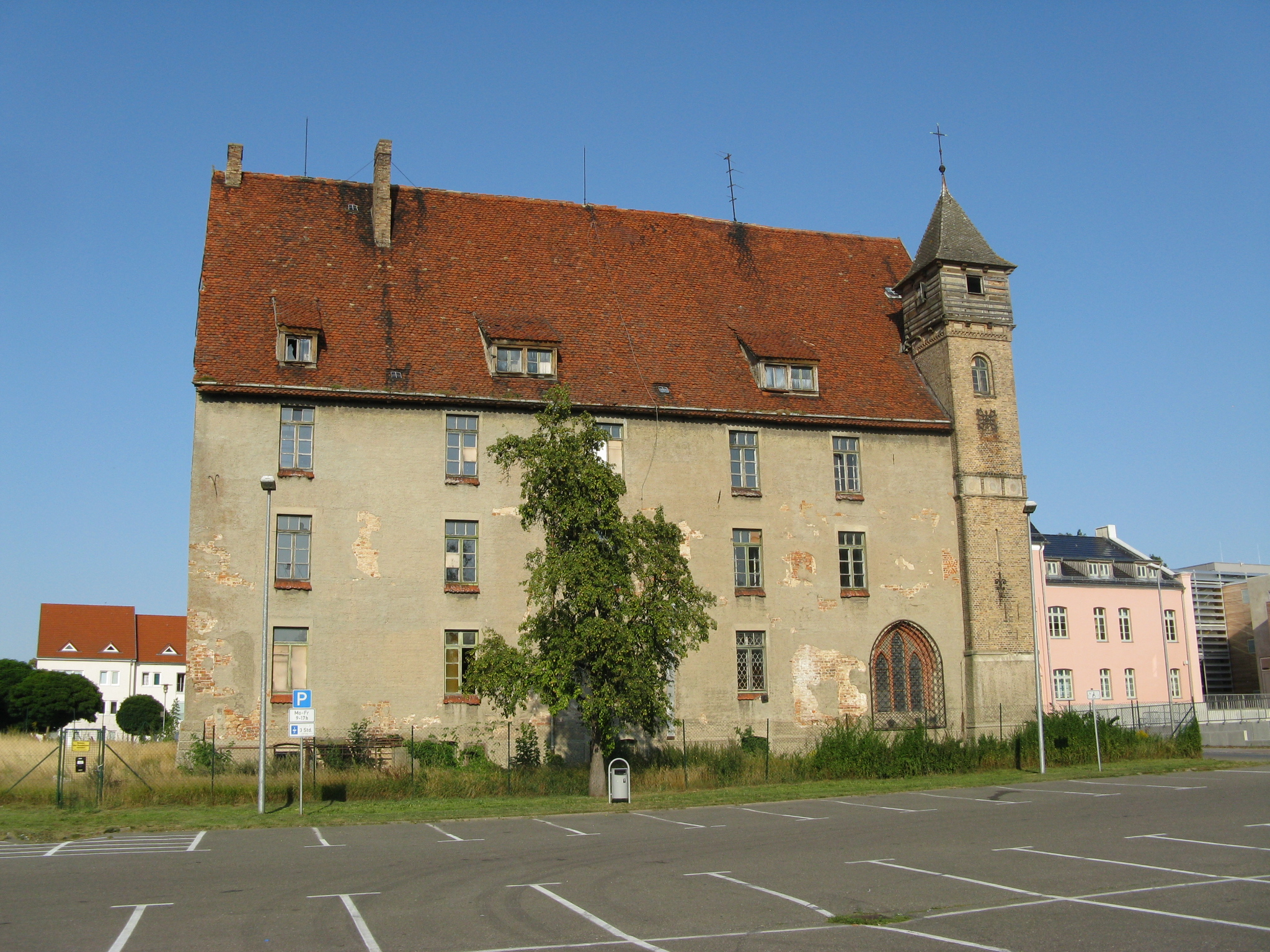
Il castello di Bützow, residenza principale dei principi vescovi di Schwerin dal 1239.

Mappa del principato ecclesiastico di Schwerin (in colore viola) a metà del XIII secolo.

La diocesi di Schwerin (in latino Dioecesis Zwerinensis) è una sede soppressa della Chiesa cattolica in Germania ed un antico principato ecclesiastico del Sacro Romano Impero.

## Territorio
La diocesi comprendeva parte dell'odierno land tedesco del Meclemburgo-Pomerania Anteriore. Confinava a nord con il mare, ad est con la diocesi di Cammin, a sud con quella di Havelberg e ad ovest con la diocesi di Ratzeburg.
Sede vescovile era la città di Schwerin, dove si trova la cattedrale della Beata Vergine Maria e di San Giovanni.

## Storia
La diocesi di Meclemburgo fu una delle diocesi fondate da Adalberto di Brema attorno al 1050, ricavandone il territorio dalla diocesi di Oldenburg. Ben presto però la regione fu occupata dai Venedi che ne bloccarono l'evangelizzazione.
Nel 1160 il vescovo Berno traslò la sede da Mecklenburg a Schwerin. Questo trasferimento fu approvato dalla Santa Sede il 30 settembre 1189 e nuovamente da papa Celestino III il 25 ottobre 1191 con la bolla Apostolici moderaminis.
Fin dalla sua fondazione la diocesi era suffraganea dell'arcidiocesi di Brema, cosa confermata il 25 settembre 1188 con il breve Ex iniuncto nobis di papa Clemente III.
Solo a partire dal XIII secolo i territori su cui i vescovi esercitavano la giurisdizione civile ottennero l'immediatezza imperiale, trasformandosi così in un principato ecclesiastico.
I più antichi monasteri della diocesi erano quelli cistercensi di Doberan, fondato nel 1171, e di Dargun, fondato nel 1172.
La diocesi su soppressa di fatto con l'avvento del luteranesimo. L'ultimo vescovo in comunione con la Santa Sede fu Magnus von Mecklenburg, deceduto il 18 gennaio 1550.
Con la pace di Vestfalia del 1648 fu soppresso anche il principato ecclesiastico, che venne secolarizzato e annesso al ducato di Meclemburgo.
Nel 1667 la giurisdizione sui cattolici di questa parte della Germania passò al vicariato apostolico delle missioni settentrionali, poi soppresso nel 1930. 
Nel 1972 venne eretta l'amministrazione apostolica di Schwerin il cui territorio venne poi annesso nel 1994 alla ristabilita arcidiocesi di Amburgo, a cui da allora appartiene.

## Cronotassi dei vescovi
- Johann Scotus † (1052 - 13 novembre 1066 deceduto)
  - Sede vacante (1066-1158)
- Berno † (1158 - 14 gennaio 1191 deceduto)
- Brunward † (1192 - 14 gennaio 1238 deceduto)
- Friedrich von Hagen † (26 maggio 1238 - dopo il 21 maggio 1239 deceduto)
- Dietrich † (3 novembre 1239 - dopo il 28 gennaio 1247 deceduto)
- Wilhelm † (1247 - dopo il 21 agosto 1249 deceduto)
- Rudolf † (5 novembre 1249 - 18 novembre 1262 deceduto)
- Hermann von Schladen † (3 gennaio 1263 - 1291 deceduto)
- Gottfried von Bülow † (19 marzo 1292 - 1º novembre 1314 deceduto)
- Hermann von Maltzan † (1315 - 7 luglio 1322 deceduto)
- Johann Gans zu Putlitz † (1322 - 1331 deceduto)
- Ludolf von Bülow † (1331 - 23 aprile 1339 deceduto)
- Heinrich von Bülow † (1339 - 28 novembre 1347 deceduto)
- Andreas von Wislica † (17 marzo 1348 - settembre 1356 deceduto)
- Albrecht von Sternberg † (19 ottobre 1356 - 23 agosto 1364 nominato vescovo di Litomyšl)
- Rudolf von Anhalt † (9 giugno 1365 - 3 settembre 1365 deceduto)
- Friedrich von Bülow † (14 gennaio 1366 - 11 settembre 1375 deceduto)
- Melchior von Braunschweig-Grubenhagen † (17 ottobre 1375 - 6 giugno 1381 deceduto)
- Johann Potho von Pothenstein † (dopo il 6 giugno 1381 - circa 1390 deceduto)
- Rudolf von Mecklenburg-Stargard † (11 gennaio 1391 - 1415 deceduto)
- Heinrich von Nauen † (20 dicembre 1417 - 8 settembre 1418 deceduto)
- Heinrich von Wangelin † (30 gennaio 1419 - 29 giugno 1429 deceduto)
- Hermann Köppen † (14 ottobre 1429 - 2 gennaio 1444 deceduto)
- Nikolaus Bödeker † (1444 - 1457 dimesso)
- Gottfried Lange † (6 aprile 1457 - 8 luglio 1458 deceduto)
- Werner Wolmers † (22 dicembre 1458 - dopo il 25 agosto 1473 deceduto)
  - Balthasar von Mecklenburg † (18 aprile 1474 - 1479 dimesso) (amministratore apostolico)
- Nikolaus von Pentz † (4 giugno 1479 - maggio 1482 deceduto)
- Konrad Loste † (23 settembre 1482 - 24 dicembre 1503 deceduto)
- Johann Thun † (24 maggio 1504 - 1506 dimesso o deceduto)
- Petrus Wolkow † (20 febbraio 1508 - 27 maggio 1516 deceduto)
- Magnus von Mecklenburg † (5 novembre 1516 - 18 gennaio 1550 deceduto)